# Merelim (São Paio), Panoias e Parada de Tibães
Merelim (São Paio), Panoias e Parada de Tibães (llamada oficialmente União das Freguesias de Merelim (São Paio), Panoias e Parada de Tibães) es una freguesia portuguesa del municipio de Braga, distrito de Braga.

## Historia
Fue creada el 28 de enero de 2013 en aplicación de una resolución de la Asamblea de la República de Portugal promulgada el 16 de enero de 2013 con la unión de las freguesias de Panóias, Parada de Tibães y São Paio de Merelim, pasando su sede a estar situada en la antigua freguesia de São Paio de Merelim.

## Demografía
| Gráfica de evolución demográfica de Merelim (São Paio), Panoias e Parada de Tibães entre 2011 y 2021 |
| |
| Datos según el nomenclátor publicado por el INE portugués.                                           |